# Johan Bergvall
Johan Bergvall, född 10 maj 1792 i Ringarums socken i Östergötlands län, död 5 maj 1848 i Linderås socken i Jönköpings län, var en svensk präst.

## Biografi
Johan Bergvall var son till bonden Carl Jaensson och Christina Birgersdotter i Rullerum i Ringarums socken. Bergvall blev 1814 student vid Uppsala universitet. Han blev 1824 vikarierande kollega vid Katarina högre apologistskola i Stockholm, ordinarie 1828. År 1831 blev han apologist och vikarierande rektor vid skolan. Bergvall prästvigdes 10 december 1834 och blev 27 november 1839 kyrkoherde i Linderås församling, där han avled 1848.
Bergvall var från 14 augusti 1839 gift med Hedvig Bolander (1809–1894), senare hustru till prosten Samuel Gustaf Mellin.